# Antagonistische Pleiotropie
Die antagonistische Pleiotropie ist ein Erklärungsmodell für das Altern von Organismen, die sich geschlechtlich fortpflanzen. Die Theorie wurde 1957 von dem US-amerikanischen Evolutionsbiologen George C. Williams aufgestellt. Sie wird den evolutionären Theorien des Alterns zugerechnet.

## Beschreibung
Die antagonistische Pleiotropie geht von zwei Annahmen aus:
1. Ein einzelnes Gen kann in einem Organismus mehrere Funktionen haben (Pleiotropie)
2. Diese pleiotropen Funktionen können der Gesundheit eines Individuums entgegenwirkende (antagonistische) Auswirkungen haben.[1]

Die Hypothese besagt, dass einige Gene in jungen Jahren vorteilhaft, im Alter aber eher schädlich sind. Solche Gene werden antagonistisch pleiotrope Gene genannt.
Da die schädlichen Wirkungen dieser Gene erst im Alter nach der reproduktiven Phase auftreten, haben sie nur eine geringe evolutionäre Auswirkung. Die Natur kann nicht direkt gegen ein Gen oder dessen Mutation selektieren, die ein Individuum im Alter tötet, wenn dessen schädliche Wirkung erst nach Abschluss der reproduktiven Phase auftritt. Schädliche Mutationen, die erst im Alter ihre Wirkung zeigen, könnten sich daher im Genom eines Organismus beliebig anhäufen. Dies wäre insbesondere dann der Fall, wenn diese Mutationen dem Organismus in einem frühen Lebensabschnitt Vorteile bezüglich seines Fortpflanzungserfolges verschaffen.
Aus der antagonistischen Pleiotropie heraus abgeleitet ist die Vorhersage, dass eine künstliche Verkürzung der Reproduktionsphase zu einer kürzeren Lebensdauer und umgekehrt eine Verlängerung dieser Phase zu einer längeren Lebensdauer eines Organismus führt.
Williams postulierte weiter, dass die natürliche Selektion üblicherweise in die reproduktionsfähige Jugend „Energie“ investiert, die dann im Alter fehlt. Die Theorie der antagonistischen Pleiotropie wird aus diesem Grund im Englischen auch Pay Later Theory genannt.
Die Ideen von Williams wurden 1994 von Brian Charlesworth in mathematische Modelle übertragen.

## Beispiele
Eine Mutation, die zu einer erhöhten Produktion von Sexualhormonen führt, würde den Sexualtrieb und die Libido des betroffenen Organismus erhöhen. Als Folge davon würden die Reproduktionsbemühungen und der Reproduktionserfolg steigen. Letzteres ist ein klarer Selektionsvorteil, der zu einer Weitergabe und Ausbreitung dieser Mutation führt, auch wenn dies zu einer deutlichen Steigerung der Rate hormonassoziierter Krebserkrankungen führt (beispielsweise Prostatakrebs bei Männern und  Brustkrebs bei Frauen).
Ein anderes Beispiel wäre eine Mutation in einem Gen, das ein bestimmtes Enzym kodiert. Durch die Mutation wäre das Enzym (Genprodukt), nun in der Lage einen Nährstoff den Zellen zugänglich zu machen, den der Organismus bisher nicht nutzen konnte. Dies wäre ein eindeutiger Selektionsvorteil gegenüber Artgenossen, die diesen Nährstoff nicht verwerten können. Dieser Vorteil würde sich auch dann evolutionär durchsetzen, wenn durch die Erschließung dieses Nährstoffes beispielsweise gleichzeitig toxische freie Radikale erzeugt würden, die den Organismus nachhaltig schädigen, zu früherer Alterung und im Alter zu einer höheren Krebsrate führen – wenn diese Ereignisse erst nach der Reproduktionsphase eintreten.
Das Protein p53 wird von einem Tumorsuppressorgen (TP53) kodiert. Es sorgt dafür, dass sich eine Zelle nur dann teilt, wenn ihr Erbgut auch intakt ist. Es verhindert so, dass aus normalen Zellen Krebszellen entstehen. Ein Defekt im TP53-Gen – beispielsweise eine Punktmutation – kann so dazu führen, dass die betroffenen Patienten schon in frühester Kindheit Tumoren entwickeln. Dies ist beispielsweise beim Li-Fraumeni-Syndrom der Fall. p53 trägt daher auch den Beinamen „Wächter des Genoms“. Aufgrund dieser Schutzwirkung sollte man erwarten, dass eine erhöhte Expression von p53 sich positiv auf einen Organismus auswirkt. Dies ist jedoch nicht der Fall. Mäuse mit einer erhöhten p53-Expression erkranken zwar wie erwartet wesentlich seltener an Krebs, altern aber erheblich schneller als ihre normalen Artgenossen.
Für verschiedene Genotypen von TP53 beim Menschen wurden ähnliche Zusammenhänge gefunden. Menschen mit dem Prolin/Prolin-Genotyp haben gegenüber dem Arginin/Arginin-Genotyp eine höhere Lebenserwartung, aber auch eine um den Faktor 2,5 erhöhte Todesrate bezüglich Krebs.
Beim Pro/Pro-Genotyp ist die Aminosäure Arginin in Position 72 des p53-Peptids gegen Prolin ausgetauscht.
Wird im Modellorganismus Drosophila melanogaster die Expression von p53 herabgesetzt, so erhöht sich die Lebensdauer dieser Taufliegen signifikant.
Aufgrund dieser Eigenschaften wird p53 als pleiotropes Gen gesehen.
Die Enzyme aus der Familie der DUOX (dual oxidase) und NOX (NADPH-Oxidasen) erzeugen in Körperzellen schädliche reaktive Sauerstoffspezies, die mit als Ursache für eine Reihe von Krankheiten mit late-onset gesehen werden. Der evolutionäre Vorteil, den diese Enzyme in jungen Jahren dem Organismus bieten, kehrt sich im Alter offensichtlich zum Negativen und ist ein Beispiel für antagonistische Pleiotropie.

## Rezeption
Eine Reihe von Laborversuchen konnte die wesentlichen Aussagen der Theorie der antagonistischen Pleiotropie stützen.
Aus der Vielzahl von Theorien zum Altern stellt die antagonistische Pleiotropie nach Ansicht von führenden Biogerontologen einen der wichtigsten evolutionären Mechanismen dar, mit dem das Altern von Organismen und ihr natürlicher Tod erklärt werden kann.

## Weiterführende Literatur
- F. Rodier: Two faces of p53: aging and tumor suppression. In: Nucleic Acids Research 35, 2007, S. 7475–7484; PMID 17942417 (Review); PMC 2190721 (freier Volltext).
- D. van Heemst u. a.: Ageing or cancer: a review on the role of caretakers and gatekeepers. In: European Journal of Cancer 43, 2007, S. 2144–2152. PMID 17764928 (Review).
- A. Aranda-Anzaldo und M. A. Dent: Reassessing the role of p53 in cancer and ageing from an evolutionary perspective. In: Mech Ageing Dev 128, 2007, S. 293–302; PMID 17291568 (Review).
- K. A. Hughes und R. M. Reynolds: Evolutionary and mechanistic theories of aging. In: Annu Rev Entomol 50, 2005, S. 421–445; PMID 15355246 (Review).
- D. E. Promislow: Protein networks, pleiotropy and the evolution of senescence. In: Proc Biol Sci 271, 2004, S. 1225–1234; PMID 15306346; PMC 1691725 (freier Volltext).
- K. A. Hughes u. a.: A test of evolutionary theories of aging. In: PNAS 99, 2002, S. 14286–14291; PMID 12386342; PMC 137876 (freier Volltext).
- M. Rose und B. Charlesworth: A test of evolutionary theories of senescence. In: Nature 287, 1980, S. 141–142; PMID 6776406.